# Reichenbächle (Schiltach)
Das Reichenbächle ist ein weniger als 4 km langer linker und südwestlicher Zufluss der Schiltach im Stadtteil Lehengericht von Schiltach im baden-württembergischen Landkreis Rottweil.

## Geographie

### Verlauf
Das Reichenbächle, anfangs bis zum Zufluss des Hunersbachs Stammelbach genannt, fließt vom Sattel zwischen dem Kahlenberg (839 m) und dem Mooskapf (843 m) bis hinunter zur Schiltach. Am Hof des Unterreichenbächle wird eine historische Mühle betrieben. Es mündet nach ca. 3,6 km von links in die Schiltach und ist deren zweitletzter Zufluss von dieser Seite.

### Zuflüsse
- Hunersbach (rechts), 1,0 km
- Oberreichenbächle (links), 0,9 km